# 长野羊奈子
长野羊奈子（1933年—2014年10月20日）是一位日本歌手。

## 生平
本名若杉羊奈子，毕业于东京艺术大学音乐学部声乐科，1958年获得西德政府奖学金赴德留学进入柏林艺术大学。 后进入柏林德意志歌劇院演奏。1965年返回日本，担任東京藝術大學讲师、桐朋学园大学客座教授。
2014年10月20日因肺炎在東京都目黒区去世，享年81岁。

## 家庭
- 丈夫是指挥家若杉弘，公公是外交官若杉要。

## 荣誉
- 1965年获得第20回文化厅艺术祭奖